# Bahon
Bahon (en criollo haitiano Bawon) es una comuna de Haití, que está situada en el distrito de Grande-Rivière-du-Nord, del departamento de Norte.

## Secciones
Está formado por las secciones de:
- Bois Pin
- Bailly (también denominada Bailla, abarca la villa de Bahon)
- Montagne Noire

## Demografía
| Gráfica de evolución demográfica de Bahon entre 2009 y 2015 |
|                                                             |

Los datos demográficos contemplados en este gráfico de la comuna de Bahon son estimaciones que se han cogido de 2009 a 2015 de la página del Instituto Haitiano de Estadística e Informática (IHSI). 